# Jacobus Maurits Fraenkel

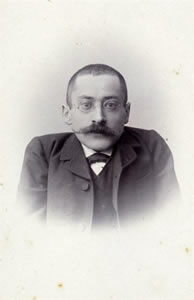
Jacobus Maurits Fraenkel

Jacobus Maurits Fraenkel (Utrecht, 1 september 1867 - aldaar, 5 mei 1924) was een Nederlands classicus en leraar klassieke talen aan het Stedelijk Gymnasium te Utrecht.
Fraenkel (ook Frenkel) promoveerde cum laude te Utrecht in 1894. Van 1896-1897 was hij leraar klassieke talen aan het Stedelijk Gymnasium te Utrecht en tot zijn overlijden privaatdocent oude talen aan de Universiteit Utrecht.
Fraenkel hield zich veel bezig met de klassieke filologie en de filosofie. Zijn meest bewonderde schrijvers waren Aristoteles en Hegel. Fraenkel was een leerling van de Leidse hoogleraar filosofie G.P.J.P. Bolland, met wie hij ook veel gecorrespondeerd heeft. Fraenkel was lid van de Koninklijke Nederlandse Akademie van Wetenschappen. Hij heeft niet veel gepubliceerd, maar zijn positie binnen het voormalige Genootschap voor Zuivere Rede en binnen het Bolland-Genootschap was leidend.
In 1930/1931 werd de bibliotheek van wijlen dr. J.M. Fraenkel aangekocht ten behoeve van de klassieke leeszaal en later overgebracht naar de Universiteitsbibliotheek Utrecht.

## Publicaties
- Praecipuae recentiorum de compositione Odysseae sententiae expositae et diiudicatae.Ultraiecti, Fraenkel, 1894 (proefschrift Utrecht).
- Cornelius Tacitus' Jaarboeken. I-VI. Uit het Latijn door (samen met C.M. Francken). Amsterdam, Van Looy, 1899.
- Theophrasti Characteres (samen met P. Groeneboom). Groningae, Wolters, 1901.
- Antwoord aan prof. Jelgersma. Leiden, Adriani, 1906.
- Aristoteles' Zielkunde. Met een inleiding, korte overzichten en verklarende aanteekeningen. Groningen, Wolters, 1919.
- Plato's verdedigingsrede van Sokrates (samen met P. Groeneboom). Groningen, Wolters, 1920.
- Sophocles' Oedipus rex (samen met P. Groeneboom). Groningen [etc.], Noordhoff, 1921.